# Línea B (subte de Buenos Aires)
La línea B es una de las seis líneas del subte de Buenos Aires, en Argentina. Fue inaugurada el 17 de octubre de 1930 y se extiende a lo largo de 11,8 km entre Leandro N. Alem y Juan Manuel de Rosas (siendo esta la última estación inaugurada de la línea, en julio de 2013, junto a la Echeverría). En los últimos años, ha ostentado el título de ser la línea más utilizada por los porteños. Fue la primera línea en Buenos Aires cuyas estaciones contaron con molinetes y escaleras mecánicas. Tiene marcadas diferencias con las demás líneas de la red, ya que es la única que utiliza captación de corriente eléctrica por tercer riel, además de presentar un gálibo sensiblemente más ancho (3,10 m, contra el estándar de 2,6 m de la red). Su trocha es de 1435 mm (estándar). y se encuentra conectada con la Línea Urquiza, con quien comparte gálibo y sistema de alimentación, mediante túneles en la estación Federico Lacroze. Utiliza trenes Mitsubishi de origen japonés, construidos en 1959 y formaciones CAF españolas complementarias (serie 6000) construidos en 1998. El tiempo de viaje entre cabeceras demanda cerca de 30 minutos.
Cuando se realizaba la excavación para la construcción de la estación Leandro N. Alem, se hallaron los restos de un "elefante" americano de la Era Cuaternaria, que fueron enviados al Museo de Ciencias Naturales de La Plata. Muchos años después, durante las obras de extensión de la línea en el sentido opuesto, se halló en Villa Ortúzar el fósil de un gliptodonte, el cual se exhibe actualmente en la estación Tronador.

## Historia
|                                    | Leandro N. Alem   |
|                                    | Florida           |
|                                    | Carlos Pellegrini |
|                                    | Uruguay           |
|                                    | Callao            |
|                                    | Pasteur           |
|                                    | Pueyrredón        |
|                                    | Carlos Gardel     |
|                                    | Medrano           |
|                                    | Ángel Gallardo    |
|                                    | Malabia           |
|                                    | Dorrego           |
|                                    | Federico Lacroze  |
| Color de los frisos en 1930 y 1931 |                   |

En 1912 el Congreso de la Nación Argentina sancionó la ley 8.870 para la realización de la línea que debería unir el Correo Central y la intersección de las calles Triunvirato y Elcano, donde se encontraba el Ferrocarril Central de Buenos Aires, a través de un túnel de 8,7 km. En la ley se establecía que la obra "descongestionaría en parte el tráfico de la zona central de la ciudad".
Recién el 17 de diciembre de 1927 se firmó en Nueva York el convenio financiero para construirlo, entre Teófilo Lacroze, el presidente del Banco de la Nación Dr. Tomás de Estrada, el Dr. Luis J. Rocca titular del directorio del Ferrocarril Terminal de Buenos Aires y los banqueros Harris y Forbes. De esta manera se otorgaba la concesión de la línea de pasajeros, encomiendas y cargas a la compañía Lacroze Hermanos.
La construcción estuvo a cargo de Dwight P. Robinson & Cía, y la línea se llamaba Ferrocarril Terminal Central de Buenos Aires. El primer tramo entre Lacroze y Callao fue inaugurado el 17 de octubre de 1930 y medía 7,021 km. El viaje inaugural fue realizado por el presidente de facto José Félix Uriburu. El
22 de junio del año siguiente fue extendido hasta la estación Carlos Pellegrini. Finalmente la línea se completó el 1 de diciembre de 1931 cuando el subte llegó hasta la estación Leandro N. Alem. Estos tres tramos se realizaron en su totalidad por debajo de la avenida Corrientes, incluyen 19 curvas y 13 estaciones.
Según la profundidad del trayecto algunas secciones fueron realizadas a zanja abierta o mediante galería o túnel. Así fueron realizadas a zanja abierta las estaciones Federico Lacroze, Dorrego, Canning (actual Malabia), Río de Janeiro (actual Ángel Gallardo) y Medrano. Al llegar a la calle Maipú el túnel alcanzó la profundidad máxima de 17 m.

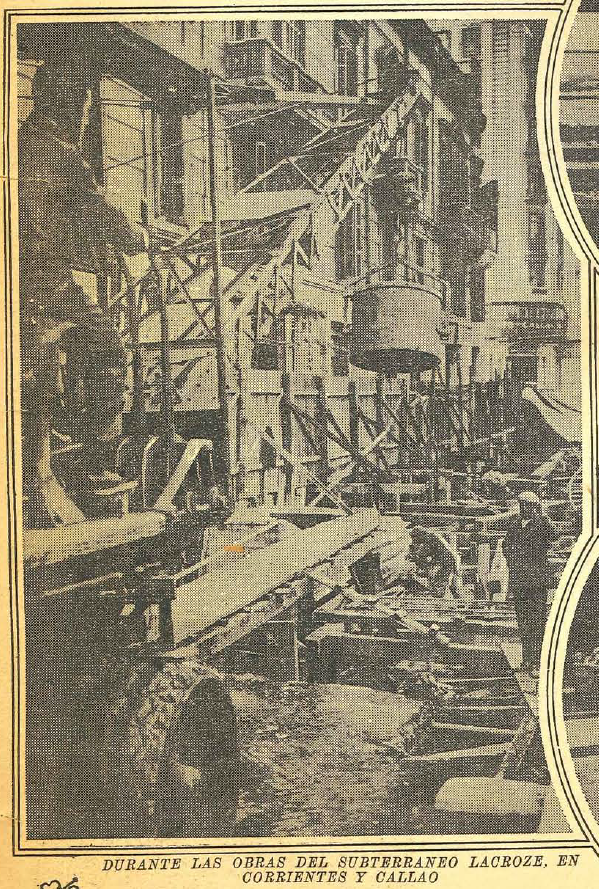
Construcción de la línea B de subte, entonces llamada Lacroze, en el cruce de las avenidas Corrientes y Callao, en 1930.

Esta línea contaba con escaleras mecánicas y molinetes para el pago del servicio que funcionaban con cospeles, fabricados en un principio en Estados Unidos; anteriormente se controlaba mediante guardas. Tenía  además mayor profundidad que la Línea A, y al igual que en ella cada estación estaba decorada con frisos de colores característicos.

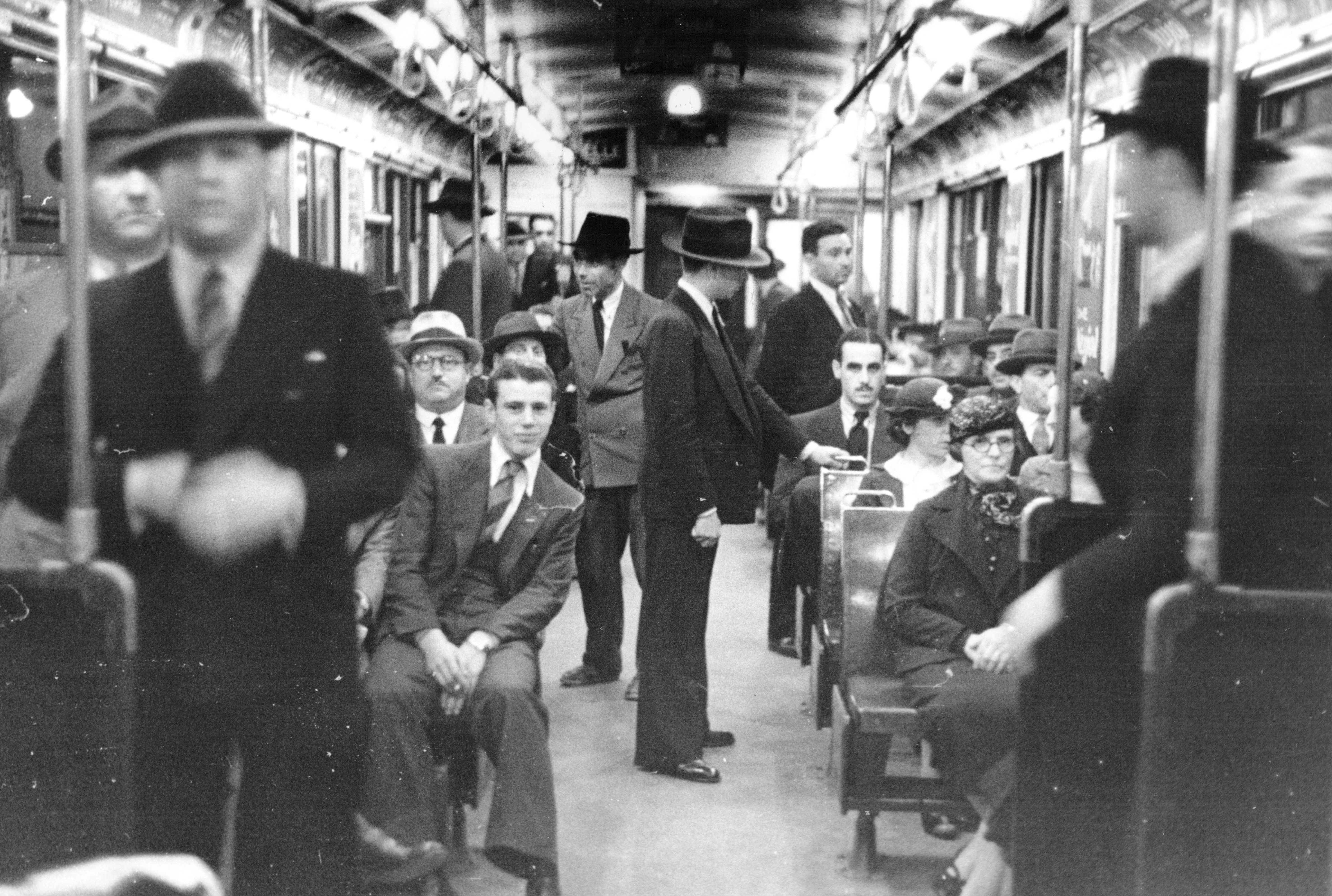
Interior de un coche Metropolitan Cammell en 1938.

El 12 de junio de 1933 se inauguró el enlace subterráneo con el subsuelo del Mercado de Abasto, por el cual llegaban los vagones con carga del Ferrocarril Central de Buenos Aires. Si bien ya no se lo utiliza, es posible observarlo junto al ramal principal.
En un principio la línea contaba con 56 coches ingleses Metropolitan Cammell, con carrocería metálica y dos bogies, pintada de crema y rojo y con capacidad de 47 personas sentadas. Cada coche contaba con 3 puertas corredizas de doble hoja en cada lateral, a la altura del andén, cuya apertura y cierre era comandado por el guarda, y poseía dos motores de 105 HP. Luego fueron incorporados 20 coches norteamericanos Osgood-Bradley. Entre 1965 y 1967 se compraron 14 coches similares a Fabricaciones Militares, y entre 1977 y 1979 20 unidades con motores Siemens de 195 HP.
El sistema adoptado para la alimentación eléctrica de las formaciones fue el de tercer riel con 600 Vcc, mientras que los coches, a diferencia de la entonces existente Línea "A", poseyeron desde el comienzo un perfil o "gálibo" ferroviario.

### Remodelaciones
En 1995 comenzó el recambio de flota y se compraron 128 coches japoneses Mitsubishi, de segunda mano (funcionaban en el metro de la ciudad de Tokio, más precisamente en la Línea Marunouchi) que se encontraban en un excelente estado de conservación. Las demás unidades fueron radiadas por completo, siendo algunos pocos coches "Metropolitan Cammel" y "Osgood Bradley" donados a una entidad de aficionados al ferrocarril denominada Ferroclub Argentino, mientras, que otras dos unidades (un inglés, el 112, y un F.M., el 193) fueron cedidas en custodia a la Asociación Amigos del Tranvía, entidad que los está restaurando para su conservación en estado original.
Las obras de modernización y cambio de estética llevadas a cabo a partir de 1996 por el entonces flamante concesionario privado Metrovías ejercieron un cambio radical en el aspecto de las estaciones, cubriendo las paredes tanto de andenes como de vestíbulos con material de tipo asfáltico pintado de negro y ocre en la mayoría de los casos; exceptuando Callao y Carlos Gardel, decoradas con azulejos blancos con vetas negras. De esta manera quedaron cubiertos los mencionados  frisos de colores que embellecían las estaciones y les daban su toque característico.
La línea siempre contó con un sistema automático de señalización luminosa. En 1980 los dispositivos para-tren mecánicos fueron reemplazados por otros de inducción magnética, y en 1998 fueron finalmente sustituidos por un sistema electrónico con Protección Automática de Trenes (ATP). Las vías originales fueron reemplazadas, y se instaló un nuevo sistema  automático de señales con protección automática de tren y los transformadores fueron cambiados por otros que no contenían PCB, un químico cancerígeno.
El 9 de agosto de 2003 fueron inauguradas dos nuevas estaciones, Tronador - Villa Ortúzar y De los Incas - Parque Chas, lo que permitió a la línea transportar más de 300 000 pasajeros por día hábil. 10 años después, se inauguraron las estaciones de Echeverría y Juan M. de Rosas, por lo cual la línea B adquiere su recorrido actual.

## Recorrido
Su recorrido empieza en la intersección de avenida Corrientes y avenida Leandro N. Alem, en la estación Leandro N. Alem, y sigue por debajo de avenida Corrientes hasta su cruce con la avenida Federico Lacroze, donde se encuentra ubicada la estación del mismo nombre Federico Lacroze. A continuación la línea toma una curva para ir debajo de la avenida Guzmán hasta la avenida Elcano, donde toma la traza de la avenida Triunvirato hasta su terminal Juan M. de Rosas.

## Estaciones
| Estación             | Inauguración            | Ubicación y altura        | Barrio                      | Comb.             | Estación                |
| -------------------- | ----------------------- | ------------------------- | --------------------------- | ----------------- | ----------------------- |
| Leandro N. Alem      | 1 de diciembre de 1931  | Avenida Corrientes 200    | San Nicolás                 | Línea E           | Terminal de combinación |
| Florida              | 15 de diciembre de 1931 | Avenida Corrientes 500    | San Nicolás                 |                   | De paso                 |
| Carlos Pellegrini    | 22 de junio de 1931     | Avenida Corrientes 900    | San Nicolás                 | Línea C · Línea D | De combinación          |
| Uruguay              | 22 de junio de 1931     | Avenida Corrientes 1400   | San Nicolás                 |                   | De paso                 |
| Callao               | 17 de octubre de 1930   | Avenida Corrientes 1800   | San Nicolás y Balvanera     |                   | De paso                 |
| Pasteur              | 17 de octubre de 1930   | Avenida Corrientes 2300   | Balvanera                   |                   | De paso                 |
| Pueyrredón           | 22 de junio de 1931     | Avenida Corrientes 2700   | Balvanera                   | Línea H           | De combinación          |
| Carlos Gardel        | 17 de octubre de 1930   | Avenida Corrientes 3300   | Balvanera                   |                   | De paso                 |
| Medrano              | 17 de octubre de 1930   | Avenida Corrientes 3900   | Almagro                     |                   | De paso                 |
| Ángel Gallardo       | 17 de octubre de 1930   | Avenida Corrientes 4600   | Almagro                     |                   | De paso                 |
| Malabia              | 17 de octubre de 1930   | Avenida Corrientes 5300   | Villa Crespo                |                   | De paso                 |
| Dorrego              | 17 de octubre de 1930   | Avenida Corrientes 6000   | Chacarita                   |                   | De combinación          |
| Federico Lacroze     | 17 de octubre de 1930   | Avenida Corrientes 6800   | Chacarita                   |                   | De combinación          |
| Tronador             | 9 de agosto de 2003     | Avenida Triunvirato 3000  | Villa Ortúzar               |                   | De paso                 |
| De los Incas         | 9 de agosto de 2003     | Avenida de los Incas 4000 | Villa Ortúzar y Parque Chas |                   | De paso                 |
| Echeverría           | 26 de julio de 2013     | Avenida Triunvirato 4200  | Villa Urquiza               |                   | De paso                 |
| Juan Manuel de Rosas | 26 de julio de 2013     | Avenida Triunvirato 4600  | Villa Urquiza               |                   | Terminal de combinación |

## Material rodante

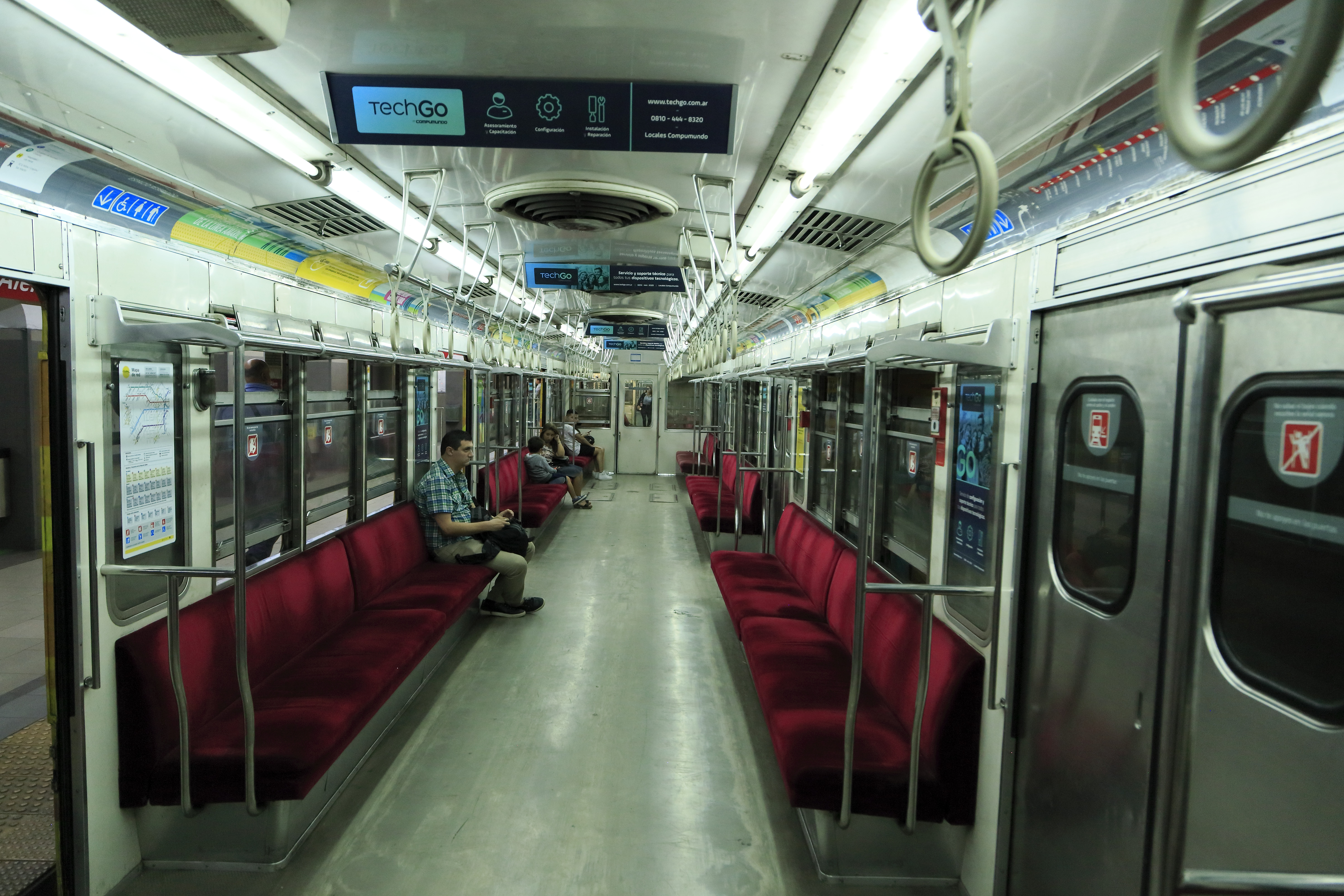
Interior de un Mitsubishi Eidan

El material tractivo de esta línea está compuesto por 21 formaciones de 6 coches cada uno, 11 formaciones Mitsubishi-Eidan Serie 500 provenientes del Metro de Tokio y 10 CAF-Siemens Serie 6000 originales del Metro de Madrid
Los Mitsubishi Serie 500 fueron fabricados a partir de 1959 en Japón, siendo adquiridos en 1995 por el Estado Nacional bajo gestión de la concesionaria Metrovías, habiendo circulado hasta ese entonces en la Línea Marunouchi del Metro de Tokio. Su adquisición significó el reemplazo de todas las unidades hasta entonces en uso: Metropolitan Cammel ingleses de 1930, Osgood Bradley norteamericanos de 1931, y Siemens-Fabricaciones Militares argentinos de la década de 1970. Circularon con sus colores originales (rojos con franjas blancas y guardas plateadas) hasta mediados de la década de 2010, cuando paulatinamente fueron ploteados en un principio con los colores de Metrovías (amarillo y gris), y luego, con motivos institucionales del Gobierno de la Ciudad de Buenos Aires, a tono con los posteriormente incorporados coches CAF-Siemens Serie 6000. En 2016, tres coches regresaron a Japón para su restauración como formación histórica de la Línea Marunouchi.
En el año 2013 se compraron 36 coches “CAF - Siemens Serie 5000” usados del Metro de Madrid con el objetivo de reforzar la flota y así permitir inaugurar las estaciones Echeverría y Juan Manuel de Rosas sin necesidad de alargar frecuencias. A fines de abril de ese año, comenzó la prueba de las nuevas formaciones. En julio de 2014 se produjo una situación polémica cuando se denunciaron que los trenes del Metro de Madrid no eran los adecuados para la línea, lo que significaría un cierre temporal de la línea para adecuar los túneles. Subterráneos de Buenos Aires desmintió la información. En febrero de 2018, las unidades fueron radiadas del servicio al constatar que presentaban placas aislantes de asbesto, un material carcinógeno, y que los directivos de Subterráneos de Buenos Aires reconocieron no haber exigido a Metro de Madrid un informe si estos materiales habían sido retirados antes de la compra. Por este incidente, se creó una comisión de inspección para relevar si el material rodante del Subte presentaba componentes con asbesto, lo que costó la separación del servicio de las formaciones Hitachi-Nippon Sharyo "Nagoya" de las Líneas C y D y CAF-General Electric España de la Línea E, y la desasbestización de los coches Mitsubishi de la línea B y Materfer-Siemens de la E.

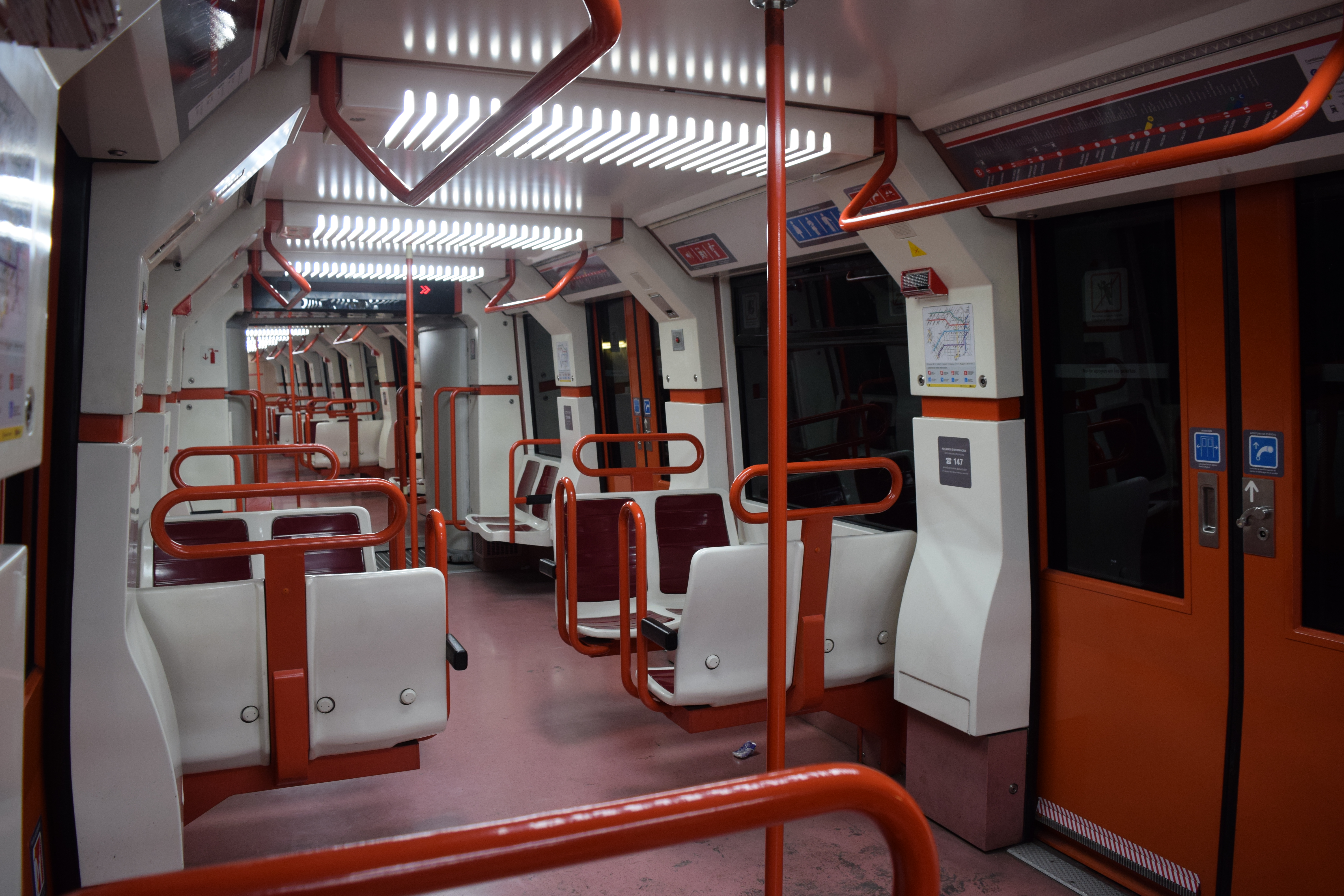
Interior de un CAF 6000

En 2014 se adquirieron coches “CAF - Siemens Serie 6000” con unos 15 años de antigüedad en promedio, con aire acondicionado, sistema de comunicaciones interno, pasillo de interconexión y cuatro puertas por lado de apertura individual. Para fines de marzo de 2015 todas las formaciones debían estar en funcionamiento, pero la instalación de catenaria rígida y otras obras necesarias para su incorporación sufrieron retrasos y la potencia eléctrica de la línea fue insuficiente.
En junio de 2015 Juan Pablo Piccardo, presidente de Subterráneos de Buenos Aires, fue denunciado penalmente por defraudación a la administración pública, cohecho e incumplimiento de los deberes de funcionario público por la compra de estas formaciones y las obras de adaptación sucesivas.

## Obras de extensión
La línea se extendió por debajo de Av. Triunvirato entre Av. de los Incas y Av. Monroe, a través de 2 km. Los trabajos comenzaron el 19 de noviembre de 2004, y fueron afectados por el derrumbe de una sección de la excavación, donde tres obreros resultaron heridos. En 2013 se inauguraron  dos nuevas estaciones Echeverría y Juan Manuel de Rosas, siendo esta última objeto de una controversia, debido a su nombre (originalmente iba a llamarse "Villa Urquiza"). La primera se ubica en la intersección entre Av. Triunvirato y Echeverría y la segunda en el cruce de Av. Triunvirato y Monroe, en combinación con la estación Gral. Urquiza del Ferrocarril General Mitre. Ambas estaciones se inauguraron el 26 de julio de 2013.

## Galería de imágenes

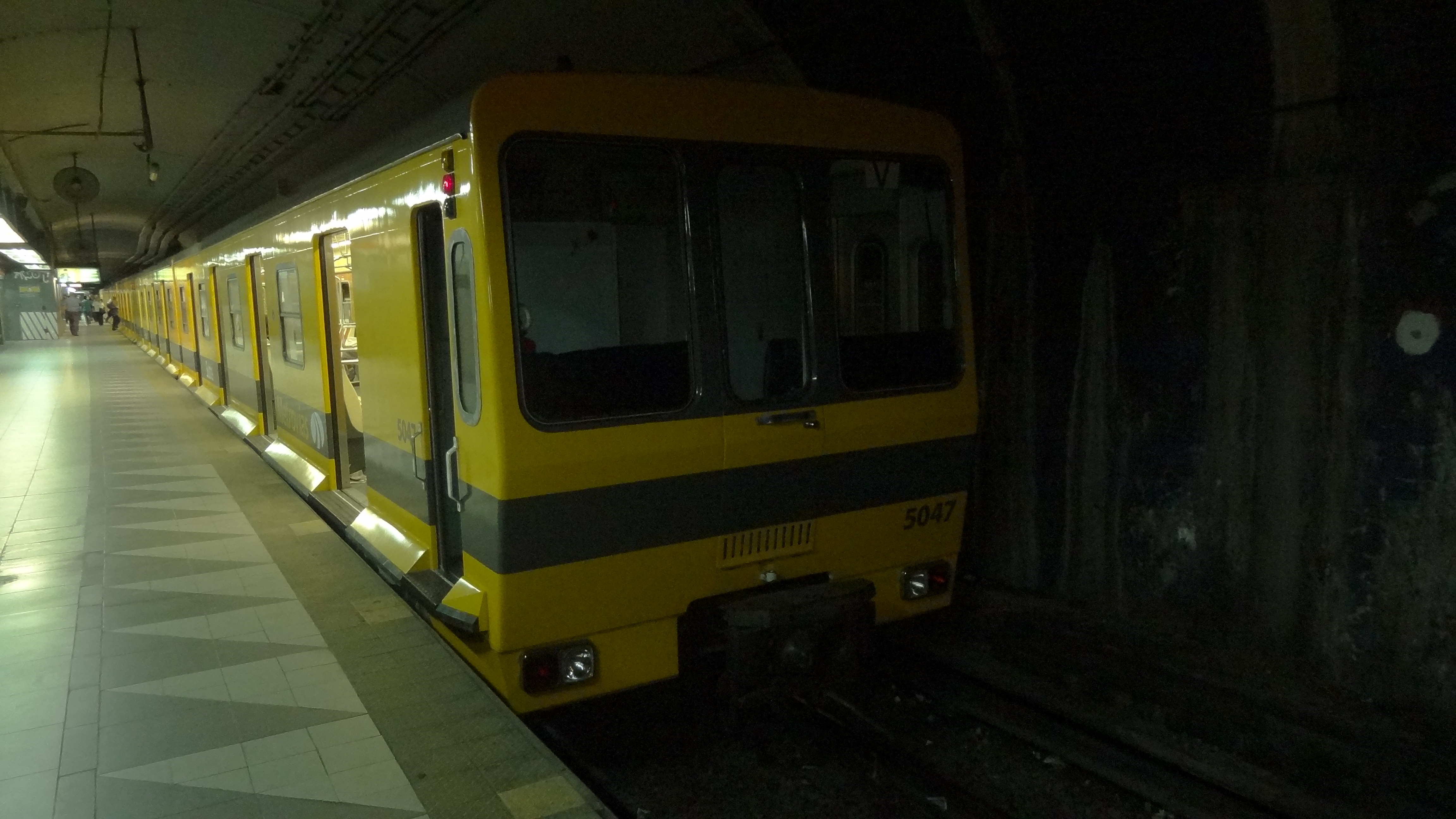
Primera formación de coches CAF 5000 del Metro de Madrid en servicio.
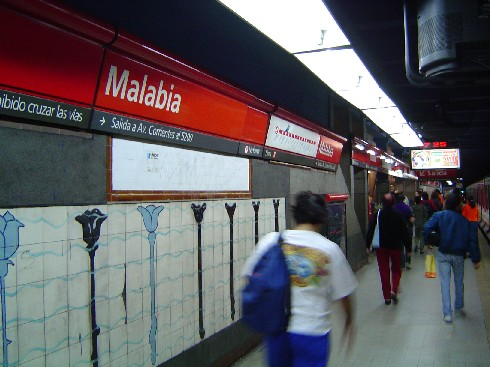
Detalle del interior de la estación Malabia.
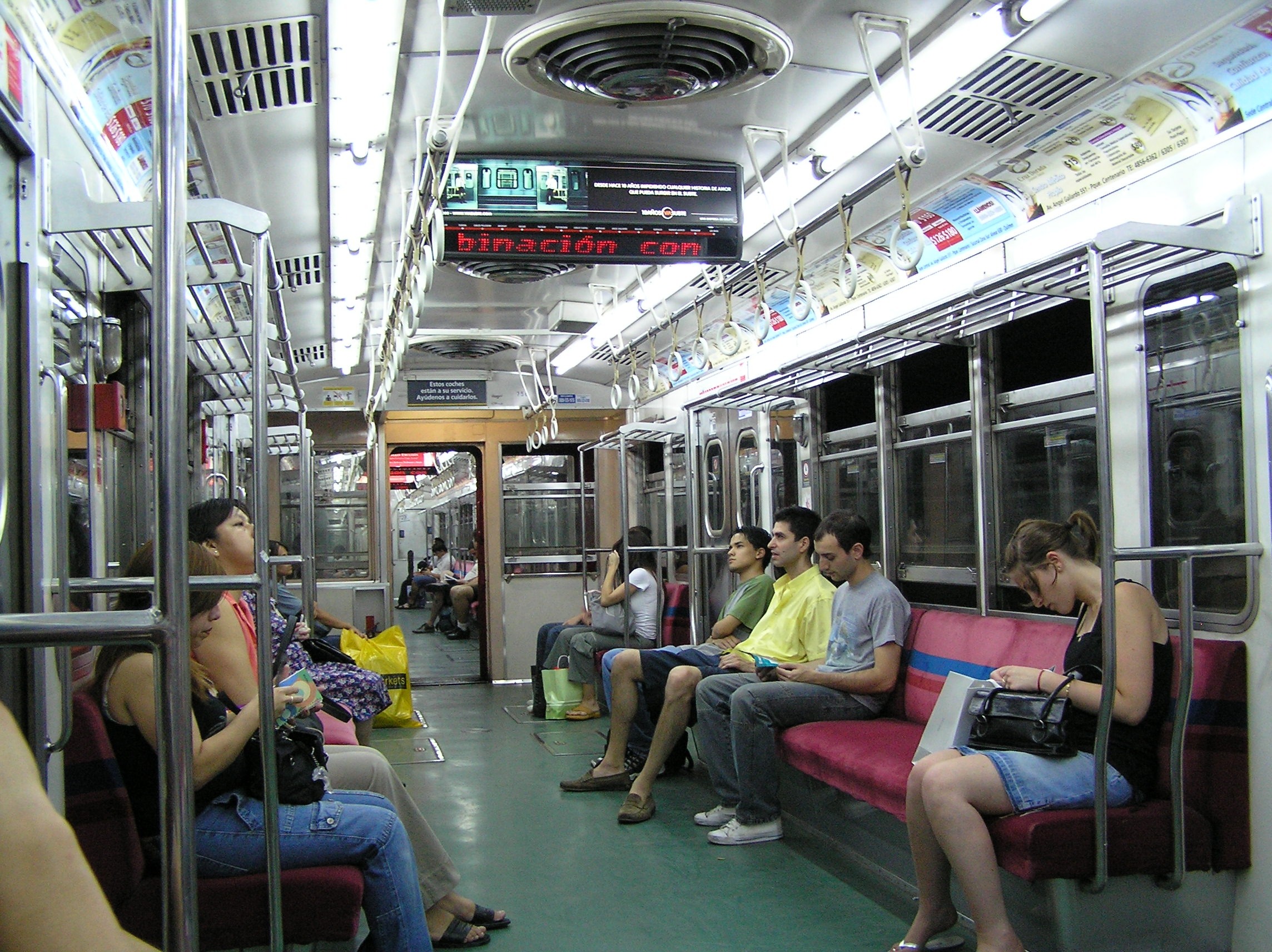
Interior de un coche de la línea B.
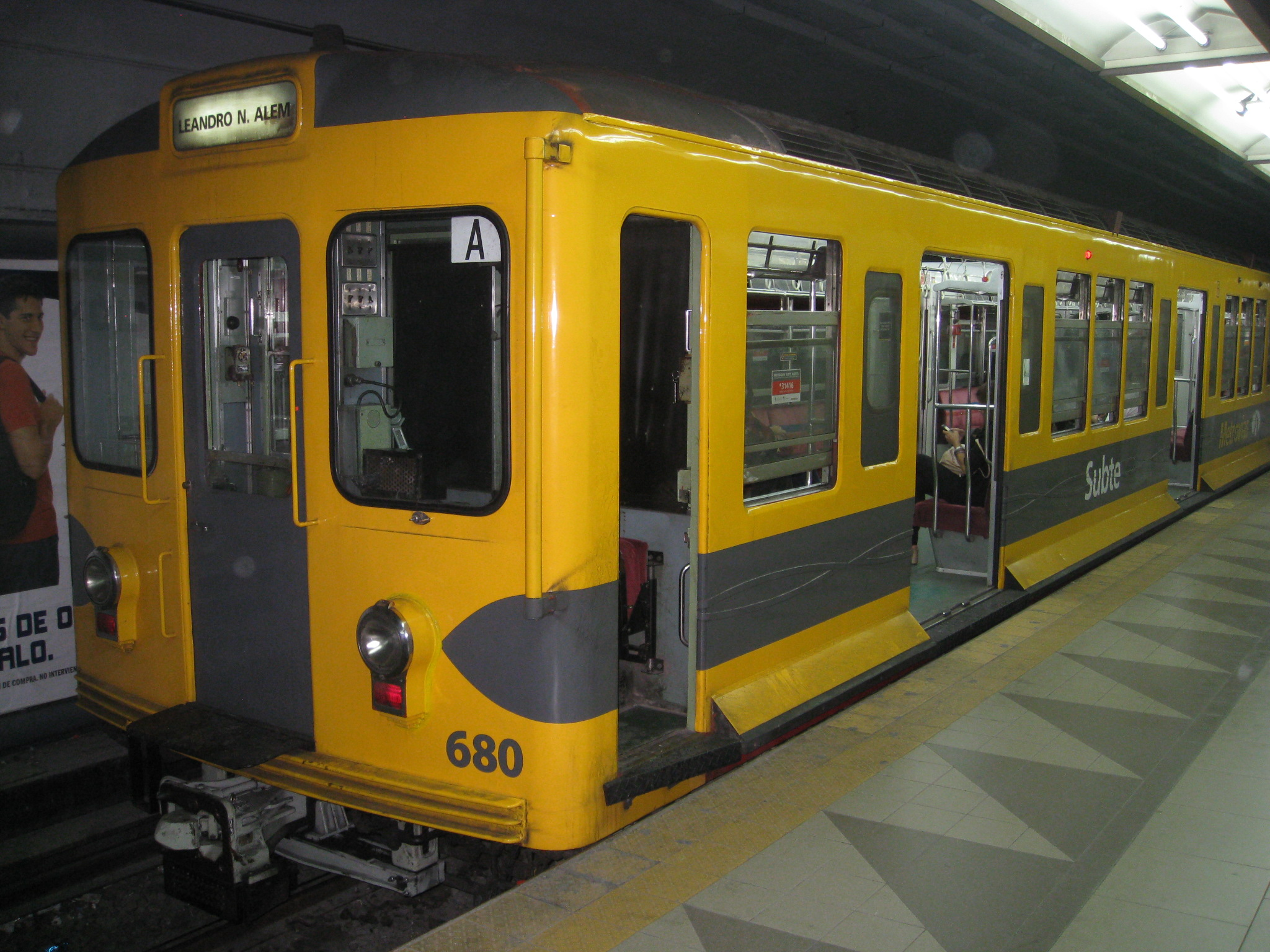
Coche de la línea B reploteado con los colores de Metrovías.
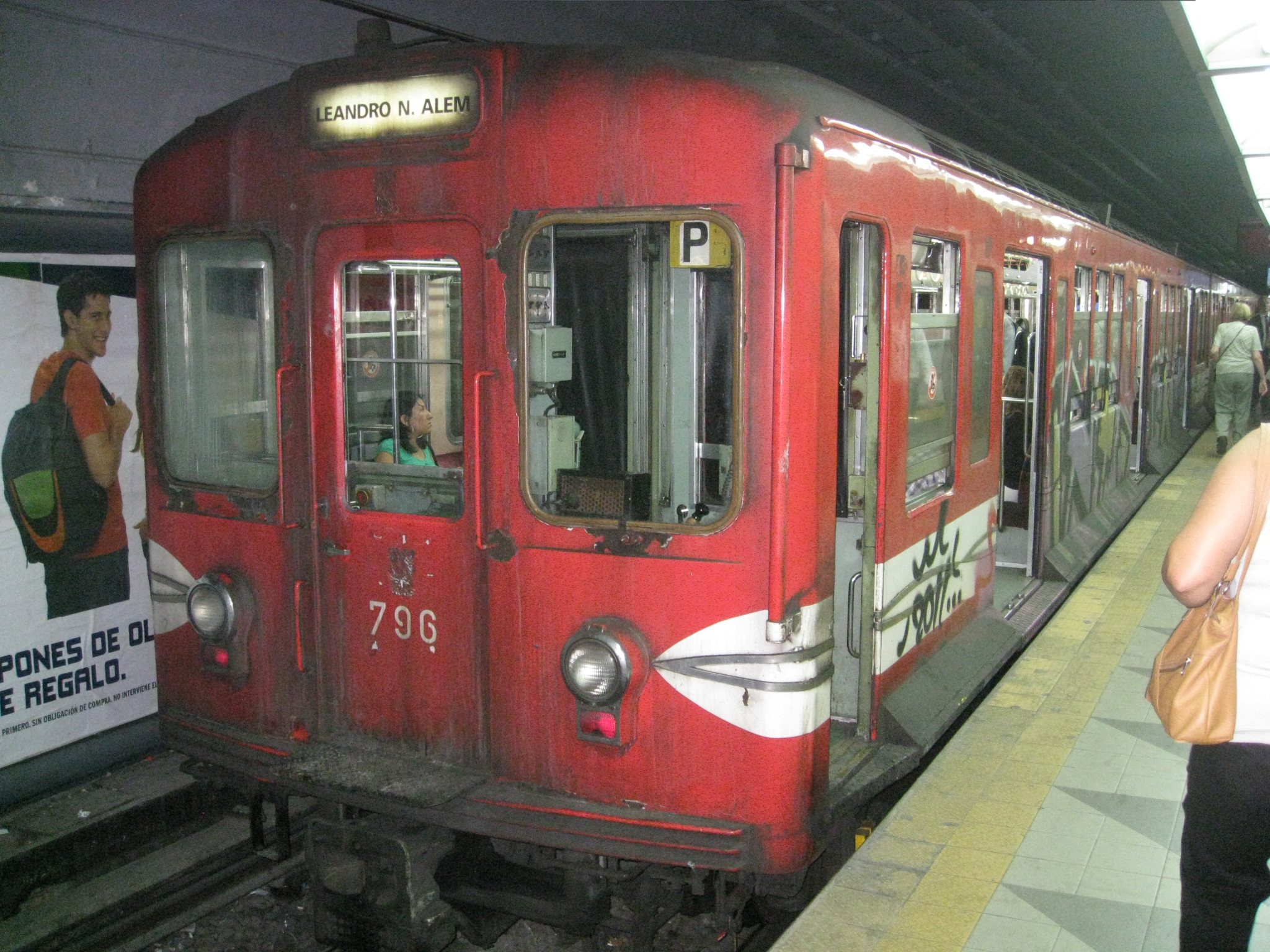
Coche de la línea B con su esquema de colores original del Metro de Tokio.
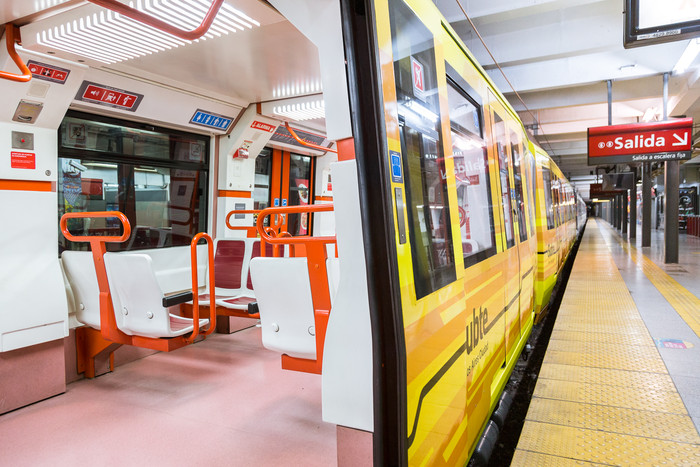
Coches usados CAF 6000 provenientes del Metro de Madrid